# Kivumeer
Het Kivumeer is een van de meren in het Grote Merengebied in Afrika, gelegen op de grens van Rwanda met Congo-Kinshasa. De rivier de Rusizi ontspringt in dit meer en mondt uit in het zuidelijker gelegen Tanganyikameer. De Europeanen ontdekten het Kivumeer, als laatste van de grote Afrikaanse meren, pas in 1894: de Duitse Gustav Adolf von Götzen aanschouwde het meer op 2 mei van dat jaar. Het meer wordt omringd door bergen; er zijn geen grote rivieren die uitmonden in het meer.

## Beschrijving
Het meer beslaat een oppervlakte van circa 2.700 km² en bevindt zich op 1.460 meter boven zeeniveau. Het meer bevindt zich bij een riftvallei die divergeert waardoor er sprake is van veel vulkanische activiteit in de regio. Door de ligging nabij de evenaar verdampt veel water. Daarboven heeft het meer met 5097 km² maar een relatief beperkt stroomgebied (tegenover de oppervlakte van het meer). Het overtollige water verlaat het meer naar het zuiden (richting Tanganyikameer) via de Rusizi. 

## Geologische geschiedenis
Ongeveer 12.000 jaar geleden ontstond het Virungagebergte net ten noorden van het huidige Kivumeer. Voordien waterde het bekken van het huidige Kivumeer af naar het noorden naar het Edwardmeer. Het is niet zeker of het Kivumeer voordien bestond; in elk geval moet het toen veel kleiner geweest zijn. Door ontstaan van de Virunga's kon het water niet meer weg naar het noorden, waardoor het waterpeil van het Kivumeer langzaam kon stijgen tot het een uitweg vond naar het zuiden in de vorm van de Rusizi. Het Kivumeer is in zijn huidige omvang jong en relatief diep. Met een maximale diepte van 480 meter is het het op veertien na diepste meer ter wereld.

## Ecologie
De gemiddelde watertemperatuur bedraagt 24 °C en de pH ligt rond de 8,6.

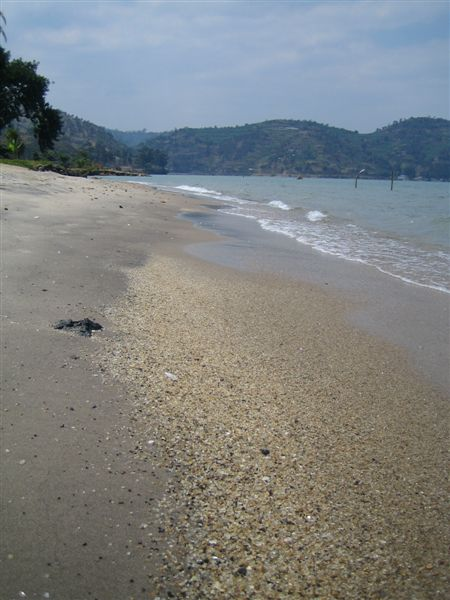
Kust nabij Gisenyi

Van nature voorkomende vissoorten zijn de Barbus, de Clarias, de Haplochromis en de Oreochromis niloticus. De Kapenta werd er in 1959 uitgezet. Aan het begin van de jaren 90 waren er ruim 6000 vissers actief op het water. Dat aantal is door gewapende conflicten tussen de Hutu's en de Tutsi's halverwege de jaren 90 afgenomen. In het verre verleden werd het eiland Idjwi gebruikt door de oeverbewoners om er ongewenst zwangere meisjes te plaatsen.
Aan het begin van de 21ste eeuw werden grote hoeveelheden koolstofdioxide (CO2) en methaangas (CH4) in het meer aangetroffen. Op een diepte van 350 meter zit ongeveer 256 miljard kubieke meter koolstofdioxide en 65 miljard kubieke meter methaangas. Deze gassen kunnen een limnische uitbarsting veroorzaken, waarbij de ongeveer twee miljoen mensen die in de buurt van het meer wonen zouden kunnen sterven. Rwanda heeft een kleine elektriciteitscentrale gebouwd die het methaangas gebruikt als brandstof.

## KivuWatt

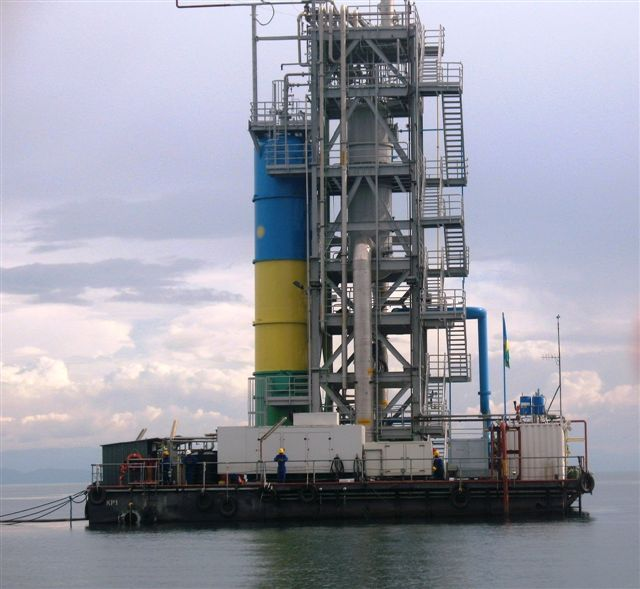
Ponton met installatie om methaan uit water te winnen.

Het methaangas is een goede brandstof voor de opwekking van elektriciteit. In augustus 2011 begon KivuWatt, een dochteronderneming van ContourGlobal, met de bouw van een centrale met een opgesteld vermogen van 26 megawatt (MW). De centrale kwam medio 2015 in gebruik. Er bestaan plannen voor een tweede en grotere centrale van 75 MW. Essentieel voor het project was de bouw van een grote ponton die op het meer is verankerd. Hierop staan installaties om het methaan uit het water te halen. Het water gaat schoon terug in het meer. Het gas wordt via een pijplijn naar het land getransporteerd en vandaar naar de centrale verpompt. In de centrale bij Kibuye staan drie 20-cilinder Wärtsilä motoren die de generatoren aandrijven. Rwanda’s Energy, Water and Sanitation Authority (EWSA) zal voor 25 jaar alle stroom afnemen. Het Nederlandse bedrijf Royal HaskoningDHV was bij de ontwikkeling van het plan betrokken.

## Militaire problematiek
Het Kivumeer wordt vaak gebruikt door rebellengroepen als een tactische verdediging. Door het uitgesproken aanwezige reliëf is het lastig om aanvallen uit te voeren op de rebellen. Een goed voorbeeld van een rebellengroep is de CNDP, geleid door Laurent Nkunda, die hier haar hoofdkwartier plaatste. De plaatselijke bevolking lijdt onder de vele oorlogsdreigingen die er jaarlijks zijn.
Abayameer · Abbemeer · Abijattameer · Afrerameer · Albertmeer · Assalmeer · Awasameer · Bamendjingmeer · Bangweulumeer · Baringomeer · Basakameer · Bittermeren · Cahora Bassa · Chamomeer · Delcommunemeer · Edwardmeer · Fitrimeer · Georgemeer · Guiersmeer · Hajkmeer · Kabambameer · Kabelemeer · Kabwemeer · Karibameer · Kisalemeer · Kitshomponshimeer · Kivumeer · Kokameer · Kyogameer · Lac Rose · Langanomeer · Mai-Ndombemeer · Manantalimeer · Malawimeer · Manyekemeer · Mofwelagune · Mwerumeer · Mweru-Wantipameer · Naivashameer · Nakurumeer · Nassermeer ·   Nyosmeer · Nzilomeer · Shalameer · Tanameer · Tanganyikameer · Tele-meer · Toshkameren · Tshangalelemeer · Tsjaadmeer · Tumbameer · Turkanameer · Upembameer · Victoriameer · Voltameer · Walilupemeer · Zimbambomeer · Ziwaymeer